# 土城普安堂
普安堂（Pu An Tang）是位在臺灣新北市土城區媽祖田的齋教寺廟，由王文彬於1914年創建，屬先天道乾元堂系佛堂，禮儀奉行齋教先天派儀軌。日治時期，該堂堂產被歸與新莊慈祐宮管理。2014年，該堂遭新莊慈祐宮拆除部分建物，並引發激烈抗爭；其後，其神尊因此改由信徒奉祀於自家家中。

## 歷史
於1914年創建，首任住持為王文彬。第五任住持李應彬，號龍泉老人，為藝術家，在普安堂內留下許多創作與景觀。
1915年，爆發西來庵事件，余清芳藉由齋教聚眾，發動事變，攻殺日本官民，台灣總督府對台灣傳統宗教的政策從「溫存放任」，轉換為「調查整備」，隨後展開全台的「宗教調查」。齋教寺廟為了避免遭受事件的波及，紛紛依託在日本佛教寺院之下，根據台灣清治時期的地租制度，普安堂寺產被劃入新莊慈祐宮（新莊媽祖廟）管理，是為媽祖田。
1977年，新莊慈祐宮進行土地產權登記，將普安堂在內的三百臺甲的土地登記在名下，造成日後土地產權的糾紛，普安堂並因此無法被列為歷史建物。
普安堂因遭控侵佔土地敗訴定讞後，地主新莊慈祐宮原訂2013年12月16日派員拆除，也引發普安堂是否屬古蹟爭議，獲當地居民及學生志工聲援。堂方雖同意承租，但地主堅持拆除，僅同意給3天時間搬遷後再拆除。12月19日，律師吳濟行代表普安堂到臺灣高等行政法院狀告文化部。文化部表示，已要求新北市政府儘速完成普安堂有歷史建物資格登錄公告。
2013年12月20日，新北市政府完成歷史建物登錄公告。12月20日，新北地方法院司法事務官率領警方與工程人員進入普安堂強制拆除，普安堂宣告走入歷史。
2016年4月1日新北市政府文化局辦理專案小組進行全區勘查，同年4月20日召開文資審議委員會，決議普安堂登錄歷史建築，範圍包含外山門、現存石砌步道、山壁摩崖石刻、觀音堂舊堂紅磚合院建築。。

## 奉祀神尊

### 地藏寶殿
- 中央為大願地藏王菩薩，左右配祀閔公[17]與道明和尚[18]，兩側為韋陀菩薩（在普安堂遭拆除後仍保留於其廢墟中）。

### 觀音佛堂
觀音佛堂毀損後，其神像被移至地藏寶殿，復於普安堂遭拆後由信徒保管奉祀。
- 主祀觀世音菩薩（配祀善財、龍女）
- 無生老母：先天道最高主神，沒有神像以一盞「老母燈」（油燈）代表
- 彌勒尊佛
- 天上聖母（配祀千里眼、順風耳）
- 呂仙祖、王天君 （先天道鸞堂及民間扶鸞之主神，又被稱作「恩主」）

## 歷代住持
- 開山堂主：王文彬 （屬先天道乾元堂系，亦是三峽先天道元亨堂開山），大正三年(1914年)升座。
- 第二代堂主：周(春)來 ，大正十年(1921年)升座。
- 第三代堂主：傅(周)溪潭，昭和四年(1929年)升座。
- 第四代堂主：傅(周)金山 住持，民國四十三年(1954年)升座。
- 第五代堂主：李應彬 [19]，法號悟源，於三峽元亨堂求道，民國五十三年(1964年)升座。
- 第六代堂主：李鶯嬌師姑 ，法號易修，民國八十五年(1996年)升座。民國一百零三年(2014年)，普安堂被拆，神像被迫改祀於信徒家中；李鶯嬌仍持續舉行先天派宗教活動至今。

## 連結
- 土城普安堂 小而美的台灣齋堂 （页面存档备份，存于）

- 普安堂的Facebook專頁